# البوندستاغ الألماني العشرون
اُنتخب البرلمان الألماني العشرين في 26 سبتمبر 2021 واجتمع في 26 أكتوبر 2021 لوضع دستوره. لينهي ذلك الفترة التشريعية للبوندستاغ الألماني التاسع عشر وولاية الحكومة الاتحادية (حكومة ميركل الرابعة)، والتي ظلت نشطة حتى انتخاب أولاف شولتس مستشارًا في 8 ديسمبر 2021. تسعة أحزاب ممثلة في البوندستاغ الألماني العشرين (البديل من أجل ألمانيا (AfD) وتحالف 90/الخضر (Bündnis 90/Die Grünen) والاتحاد الديمقراطي المسيحي الألماني (CDU) والاتحاد الاجتماعي المسيحي في بافاريا (CSU) واليسار (Die Linke) والحزب الديمقراطي الحر (FDP) والحزب الديمقراطي الاجتماعي الألماني (SPD) وجمعية ناخبي جنوب شليسفيغ (SSW) وحزب الوسط الألماني (Deutsche Zentrumspartei))، تشكل ست كتل برلمانية؛ أربعة أعضاء مستقلين.

## نواب البوندستاغ
في 8 أكتوبر 2020 أقر البوندستاغ التاسع عشر بأغلبية الحكومة المكونة وقتها من الاتحاد المسيحي والحزب الديمقراطي الاجتماعي قانونًا لتعديل قانون الانتخابات الاتحادي، والذي غير النظام الانتخابي للبوندستاغ. وفقًا للقانون لا يجوز تعويض المقاعد المتراكمة إلا إلى حد محدود من خلال المقاعد التعادلية.
اُنتخب أعضاء البوندستاغ الألماني العشرين لأول مرة باستخدام هذا النظام الانتخابي المعدل. نظرًا لأن الكتل البرلمانية لأحزاب البديل واليسار والخضر والديمقراطي الحر تقدمت بطلب إلى المحكمة الدستورية الاتحادية لإجراء مراجعة مجردة للقواعد في فبراير 2021، لاحتمالية أن يكون الإعلان عن النظام الانتخابي الجديد (أو القانون المعدل ذي الصلة) غير دستوري كليًا أو جزئيًا. رُفض الطلب المستعجل ولا يزال القرار بشأن القضية الرئيسية معلقًا.
ارتفعت للمرة الثالثة على التوالي نسبة النواب من أصول مهاجرة. ويقدر تكامل الخدمة الإعلامية لمجلس الهجرة أن هناك 83 نائبا بنسبة 11.3٪. النسب (نسب عام 2017 بين قوسين) في الكتل البرلمانية هي: اليسار 28.2٪ (18.8٪)، الديمقراطي الاجتماعي 17٪ (9.8٪)، الخضر 14.4٪ (14.9٪)، البديل 7.2٪ (8.7٪)، الديمقراطي الحر 5.4٪ (6.3٪)، الاتحاد المسيحي 4.6٪ (2.9٪). انخفض متوسط عمر النواب من عائلات مهاجرة بالمقارنة مع عام 2017 من 49 إلى 43 عامًا.
من ناحية أخرى، لا يزال التمثيل القليل للنواب من الطبقة العاملة والمهن الخدمية البسيطة موضع انتقاد، لكن وفقًا لعالم الاجتماع دامير سوفتيك نادرًا ما يتم مناقشة هذا علنًا.
أصغر نائب في البوندستاغ العشرين هي إميليا فيستر (مواليد 1998) التي دخلت البوندستاغ عبر قائمة حزب الخضر في ولاية هامبورغ. أكبر نائب هو ألكسندر غاولاند (مواليد 1941) من كتلة حزب البديل من أجل ألمانيا. أطول النواب عضوية في البرلمان هو فولفغانغ شويبله (نائب في البوندستاغ منذ عام 1972) من المجموعة البرلمانية للاتحاد المسيحي.

## الكتل البرلمانية
تشكل الأحزاب التسعة الممثلة في البوندستاغ ست كتل برلمانية:
- كتلة الحزب الديمقراطي الاجتماعي SPD-Bundestagsfraktion
- كتلة الاتحاد المسيحي CDU/CSU-Fraktion im Deutschen Bundestag
- كتلة الخضر Bundestagsfraktion Bündnis 90/Die Grünen
- كتلة الحزب الديمقراطي الحر Fraktion der Freien Demokraten
- كتلة البديل من أجل ألمانيا AfD-Fraktion im Deutschen Bundestag
- كتلة اليسار Fraktion Die Linke im Bundestag

على الرغم من فشل حزب اليسار بتخطي عتبة الخمسة بالمئة في انتخابات 2021 إلا أنه دخل البوندستاغ ب 39 نائبًا فقط بفضل بند التفويض الأساسي، واحتفظ بكتلته البرلمانية. حيث أن الشرط الأساسي لذلك ليس الحصول على حصة ثانية، بل أن يحصل الحزب على أكثر من 5٪ من مقاعد البرلمان. يمتلك حزب اليسار حاليًا 5.3٪ من مجموع النواب.